# Richard Sorge
Richard Sorge (4 tháng 10 năm 1895 – 7 tháng 11 năm 1944) là một nhân viên tình báo quân đội Liên Xô, hoạt động trong thời gian trước và trong Thế chiến II, làm việc với vỏ bọc như là một nhà báo người Đức tại Đức Quốc Xã và Đế quốc Nhật Bản. Tên mã hóa của ông là "Ramzai" (tiếng Nga: Рамза́й). Sorge nổi tiếng với thời gian làm việc tại Nhật Bản vào năm 1940 và 1941 khi ông cung cấp thông tin về kế hoạch của Adolf Hitler nhằm tấn công Liên Xô, mặc dù ông đã không thành công trong việc tìm ra ngày chính xác của cuộc tấn công.
Vào giữa tháng 9 năm 1941, ông thông báo cho Liên Xô rằng Nhật Bản sẽ không tấn công Liên Xô trong tương lai gần, cho phép Hồng quân Liên Xô chuyển 18 sư đoàn, 1.700 xe tăng, và hơn 1.500 máy bay từ Siberia và Viễn Đông đến mặt trận phía Tây chống lại Đức quốc xã trong những tháng quan trọng nhất của Trận Moskva, một trong những bước ngoặt của Thế chiến II. Một tháng sau, Sorge bị bắt ở Nhật về tội gián điệp. Ông bị tra tấn, bắt buộc phải thú tội, bị kết án, và bị treo cổ vào tháng 11 năm 1944. Sorge đã được trao tặng danh hiệu Anh hùng Liên Xô năm 1964.

## Sách tham khảo
- The Spy Book, 1997
- KGB: The Inside Story of Its Foreign Operations from Lenin to Gorbachev, 1990
- The Mitrokhin Archive, 2000
- Spymaster: Startling Cold War Revelations of a Soviet KGB Chief, 2013
- The case of Richard Sorge, 1966. An early account by two leading British historians of the time. It is informed by their differing perspectives, Deakin being an authority on 20th century European history and Storry an authority on 20th century Japan.
- The Secret War: Spies, Codes and Guerrillas 1939-1945
- The Man with Three Faces. The true story of a master spy, 1955; translation of Der Fall Sorge (Mǖnchen: Wilhelm Andermann 1955).
- The Case of Richard Sorge: Secret Operations in the German past in 1950s Spy Fiction
- Target Tokyo: The Story of the Sorge Spy Ring, 1984
- Stalin's Spy: Richard Sorge and the Tokyo Espionage Ring, 1996
- Stalin's Spy: Richard Sorge and the Tokyo Espionage Ring, 2006
- Der Fall Foerster: Die deutsch-japanische Maschinenfabrik in Tokio und das Jüdische Hilfskomitee, 2017